# Nathan Morris
Nathan Morris (Filadelfia, 18 giugno 1971) è un cantante statunitense.
Nel 1991 ha cofondato del gruppo Boyz II Men insieme a Shawn Stockman, Wanya Morris e Michael McCary, quest'ultimo uscito dalla line-up nel 2003.